# نشنال (اسکاتلند)
نشنال یک روزنامه اسکاتلندی است که متعلق به نیوزکوئست است. انتشار آن در ۲۴ نوامبر ۲۰۱۴ آغاز شد و اولین روزنامه در اسکاتلند بود که از استقلال اسکاتلند حمایت کرد. این مقاله که در پاسخ به درخواست‌های خوانندگان نیوزکوئست برای یک روزنامه طرفدار استقلال در پی همه‌پرسی استقلال اسکاتلند در سال ۲۰۱۴ منتشر شد، یک مقاله خواهر هرالد است و توسط لورا وبستر ویرایش می‌شود. در ابتدا در روزهای هفته منتشر شد، یک نسخه شنبه در مه ۲۰۱۵ اضافه شد. نشریه ملی در روزنامه نیم‌قطع چاپ شده و از طریق اشتراک آنلاین نیز در دسترس است.
جزئیات تأسیس آن در ۲۱ نوامبر اعلام شد و اطلاعات بیشتر در راهپیمایی حزب ملی اسکاتلند (SNP) روز بعد ارائه شد. این نشریه به صورت آزمایشی پنج روز در هفته با پس زمینه کاهش عمومی فروش روزنامه با تیراژ اولیه ۶۰۰۰۰ نسخه برای اولین چاپ منتشر شد، اما در نتیجه تقاضای عمومی روز بعد این تعداد افزایش یافت. نیوزکوئست پس از ادامه فروش سالم در طول هفته اول تصمیم گرفت آن را به صورت دائمی چاپ کند. اولین صفحه اول داستانی در مورد موسسات خیریه منتشر کرد که خواستار واگذاری اختیارات بر روی قوانین رفاهی به اسکاتلند بودند.
استقبال از راه‌اندازی روزنامه هم در محافل رسانه‌ای و هم در محافل سیاسی متفاوت بود. لیبی بروکس از گاردین خاطر نشان کرد که پوشش بین‌المللی آن قوی بود، اما اخبار آن «کمربند محوری - و فیلتر هولیرود» بود، در حالی که جورج فولکز همکار حزب کارگر آن را «مک پراودا» نامید. با این حال، لزلی ریدوچ، روزنامه‌نگار و ناشر اسکاتلندی - که به نوشتن این عنوان ادامه داد - مثبت‌تر بود و ادعا کرد که راه‌اندازی آن می‌تواند یک «حرکت تجاری درست» از سوی ناشران باشد. هنگام راه‌اندازی، نشنال اعلام کرد که یک نهاد مجزا از اس‌ان‌پی است.
تا ژانویه ۲۰۱۵، فروش روزانه به زیر ۲۰۰۰۰ کاهش یافت. سال بعد، نسخه چاپی آن به کمتر از ۱۰۰۰۰ رسید و توسط همه روزنامه‌های منطقه‌ای اسکاتلندی به استثنای پیزلی دیلی اکسپرس بیشتر از همه فروش رفت.
ساندی نشنال به عنوان نسخه یکشنبه در ۹ سپتامبر ۲۰۱۸ به عنوان جایگزینی برای عنوان خواهر سابق خود ساندی هرالد راه‌اندازی شد.

## تاریخچه
نشنال خود را به عنوان «روزنامه‌ای که از یک اسکاتلند مستقل حمایت می‌کند» توصیف می‌کند، و در چاپ اول خود نقشه اسکاتلند را که دارای یک دکل است نشان می‌دهد.
در ۲۷ نوامبر ۲۰۱۴، الکس سالموند، وزیر اول سابق اسکاتلند، زمانی که یک نسخه از نشنال را روی صحنه برد تا جایزه اسپکتیتور را به عنوان سیاستمدار سال دریافت کند، علناً از نشنال حمایت کرد. در ۲۷ ژانویه ۲۰۱۵، تیم بلات، مدیر منطقه نیوزکوئست اعلام کرد که وب سایت روزنامه در فوریه در حالی که کولوم بایرد به عنوان دستیار سردبیر منصوب می‌شود راه‌اندازی خواهد شد. اولین نسخه شنبه نشنال در ۹ مه منتشر شد تا نتایج انتخابات عمومی ۲۰۱۵ بریتانیا را پوشش دهد. واکر متعاقباً این واکنش را «بسیار قوی» توصیف کرد و گفت که چاپ روزنامه در روز شنبه تا زمانی که تقاضای عمومی برای آن وجود داشته باشد ادامه خواهد داشت. در سپتامبر ۲۰۱۵ واکر استعفای خود را از نیوزکوئست و در نتیجه ساندی هرالد و نشنال اعلام کرد، اما او موافقت کرد که با نشنال به عنوان سردبیر مشاور ادامه دهد. او به عنوان سردبیر توسط کولوم بایرد جانشین او شد. در حالی که اسکاتلند برای استقبال از اولین دسته از پناهجویان جنگ داخلی سوریه آماده می‌شد، نسخه ای از روزنامه منتشر شده در ۱۷ نوامبر ۲۰۱۵ با عنوان «به اسکاتلند خوش آمدید» منتشر شد. ایندیپندنت گزارش داد که تصویری از صفحه اول متعاقباً چندین بار در بین کاربران رسانه‌های اجتماعی به اشتراک گذاشته شد.
این روزنامه با تیراژ اولیه ۶۰۰۰۰ نسخه چاپ شد و توسط کارکنان نیوزکوئست در طول دوره آزمایشی ویرایش شد و برنامه‌هایی برای استخدام روزنامه‌نگاران بیشتری در صورت تبدیل شدن به یک نشریه دائمی داشت. مشارکت‌کنندگان اولیه شامل روزنامه‌نگاران ساندی هرالد، جیمی ماکسول و پیتر جوگ گان، و همچنین گزارشگر مستقل سارا کوپر بودند. در هفته اولیه انتشار، واکر از اعتقاد خود به ادامه این نشریه پس از دوره آزمایشی صحبت کرد، اما گفت که تصمیم گرفته می‌شود، مدیران نیوزکوئست در ۲۷ نوامبر تصمیم گرفتند به چاپ روزنامه ادامه دهند. در همان روز، نیل مکی، سردبیر نشنال نیوز، تأیید کرد که این روزنامه به صورت دائمی منتشر خواهد شد. انتشار روزنامه متعاقباً در روزهای هفته تا مه ۲۰۱۵ ادامه یافت.

## ساندی نشنال
نشنال در سپتامبر ۲۰۱۸، ساندی نشنال را به عنوان نسخه یکشنبه راه‌اندازی کرد تا جای خالی ساندی هرالد را پر کند.